# دیوالا
دیوالا (به انگلیسی: Dewala) یک شهرک در پاکستان است که در ناحیه دیره اسماعیل خان واقع شده‌است.